# Zeta Doradus
Zeta Doradus  is een tweevoudig ster met een spectraalklasse van F7.V en K7.V. De ster bevindt zich 38.14 lichtjaar van de zon.